# 后肛潜鱼
后肛潜鱼（学名：Carapus kagoshimanus）为潜鱼科潜鱼属的鱼类。分布于日本南部相模湾及鹿儿岛以及现仅见于西沙群岛等，一般栖息于海参体内。该物种的模式产地在Kagoshima。